# Темекьюла

Внизу — округ Риверсайд на карте штата Калифорния, вверху — город Темекьюла на карте округа Риверсайд.

Темекьюла (англ. Temecula) — город в округе Риверсайд, штат Калифорния, США. Население — 109 428 человек (2014). Занимает 5-ю строчку в списке городов округа с наибольшим количеством жителей, 59-ю в аналогичном списке для Калифорнии и 259-ю в аналогичном списке для США. Название города происходит от индейского слова Темеекунга, что переводится как «Место Солнца» или как «Место, где Солнце светит сквозь туман».

## География, транспорт
Темекьюла находится в юго-западной части так называемой Внутренней Империи. C северо-запада Темекьюла вплотную граничит с городом Марриета, с запада, юга и юго-востока к городу подступают холмы, с востока — виноградники. Площадь города составляет 78,13 км², в том числе 0,04 км² (0,05 %) занимают открытые водные пространства. В городе разбиты 39 парков.
Через город проходит крупная автомагистраль I-15, автодороги I-215 и SR 79, воздушное сообщение обеспечивает аэропорт Марриета (Френч-Валли).

## Климат
В городе средиземноморский климат (Csa по Кёппену). Самым жарким месяцем обычно бывает август, самым холодным — декабрь. Сезон дождей продолжается с ноября по март с пиком в феврале (94 мм), самый сухой месяц — июнь (менее 1 мм), в среднем за год на город выпадает 359 мм дождя. Зимой часты бури, особенно в «годы Эль-Ниньо». Утром в мае и июне часто наблюдается климатическое явление Marine layer. С ноября по февраль Темекьюла находится во власти сухих северо-восточных ветров Санта-Аны. Снег над городом выпадает редко, хотя исключением могут служить ноябрь и декабрь 2014 года, когда на Темекьюла обрушились настоящие снегопады. Также исключительным климатическим явлением явился торнадо, посетивший город 19 февраля 2005 года. Максимальная температура воздуха, зарегистрированная в городе, составила 46°С, минимальная — -10°С.

## История
В 1797 году отец Хуан Норберто де Сантьяго и капитан Педро Лисальде вместе с семью солдатами и пятью индейцами-проводниками достигли долины Темекьюла. Группа искала место для основания очередной миссии. Именно тогда святой отец сделал запись в дневнике об обнаружении «индейской деревни под названием Темекьюла». В 1845 году последний губернатор Верхней Калифорнии, Пио Пико, пожаловал некому Пабло Апису Ранчо Литл-Темекьюла площадью чуть более 9 км².
22 апреля 1859 года в Темекьюле, в здании магазина, открылось первое почтовое отделение — оно стало вторым почтовым отделением в штате, уступив лишь Сан-Франциско. В 1882 году была основана индейская резервация «Печанга» площадью около 16 км², примерно в 13 километрах от городка.
В 1904 году Ранчо Темекьюла, Литл-Темекьюла и несколько соседних скупил некий Уолтер Л. Вайл. В 1906 году он погиб в ДТП в Лос-Анджелесе, но его дело продолжил сын, Мэлон, который совместно с другими патронами основал и в 1914 году открыл Первый национальный банк Темекьюлы. В 1910 году в Темекьюле был основан католический приход Святых Катерины и Александрии, в 1917 году появилась часовня. В связи с ростом количества прихожан церковь вскоре переехала в другое место, а эту часовню продала Музею «Старого города» за один доллар. В 1915 году в городке появилась первая асфальтированная двухполосная дорога. К 1947 году площадь владений Мэлона Вайла составляла около 354 км² с центром в Темекьюле. В 1948 году была возведена плотина, преградившая речку Темекьюла-Крик и создавшая водохранилище Вайл-Лейк (площадь около 4,5 км², объём 42—63 млн м³), что решило проблему недостатка воды в Темекьюле. В 1964 году ранчо Вайла было продано Kaiser Aetna partnership. Вскоре землевладение было расширено до 395 км² и получило название Ранчо Калифорния. В начале 1980-х годов через Темекьюлу была построена автострада I-15, что привело к резкому росту населения: за десятилетие население городка выросло более чем в 15 раз, с 1,8 до 27,1 тысячи человек.
В 1989 году в Темекьюле появилась первая церковь внеконфессионального христианства. 1 декабря 1989 года поселение Ранчо Калифорния было инкорпорировано с названием Темекьюла (70 % проголосовали за это название, менее 11 % — за Ранчо-Калифорниа) и статусом «город» (city). В 2005 году площадь города и его население резко увеличились (до 90 000 человек) за счёт присоединения близлежащего поселения Редхок. В 2010 году была преодолена отметка в 100 000 жителей. 15 мая 2015 года в городе, в казино «Печанга», прошло соревнование по смешанным боевым искусствам Bellator MMA.

## Экономика
В Темекьюле с 1994 по 2014 год находился центр управления телеканалом Outdoor Channel.
 По данным 2013 года туристическая составляющая приносит городу более 620 миллионов долларов ежегодно и дала 6580 рабочих мест.

Основные работодатели города по итогам 2013 года:
- Казино «Печанга»[англ.] — 4100 рабочих мест (7,34 % от всех работающих жителей города)
- Объединённый школьный округ Долины Темекьюла[англ.] — 2604 (4,66 %)
- Abbott Laboratories (Guidant) — 2000 (3,58 %)
- Professional Hospital Supply — 1600 (2,86 %)
- International Rectifier — 750 (1,34 %)
- Costco — 340
- Macy’s — 300
- Millipore Corporation[англ.] — 270
- Norm Reeves Auto Group/DCH — 260
- Masco[англ.] — 240

## Достопримечательности
- Виноградники[англ.] — в городе работают около 40 виноделен, обрабатывающих продукцию с более чем 14 км² виноградников, расположенных в черте города и вокруг него.
- Фестиваль воздушных шаров и вина[англ.] (ежегодно проводится с 1984 года на водохранилище Скиннер[англ.] (ок. 15 км к северо-востоку от города))[29]
- Международный кинофестиваль в Долине Темекьюла[англ.] (1995—2011, с 2014)[30]
- Фестивали джаза[31], уличного рисования[32], «греческий»[33]
- Индейское казино «Печанга»[англ.] (517 комнат, 17 500 м² игровой зоны, работает с 2002 года)
- Девять гольф-полей

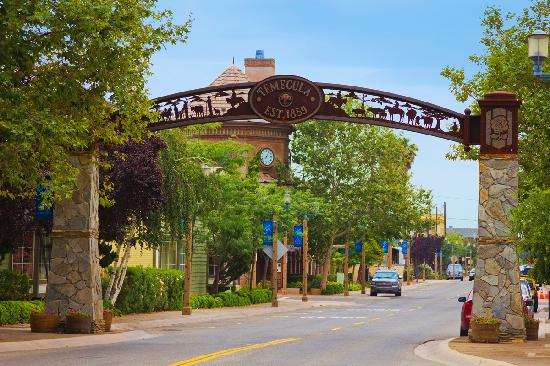
Въезд в «Старый город»
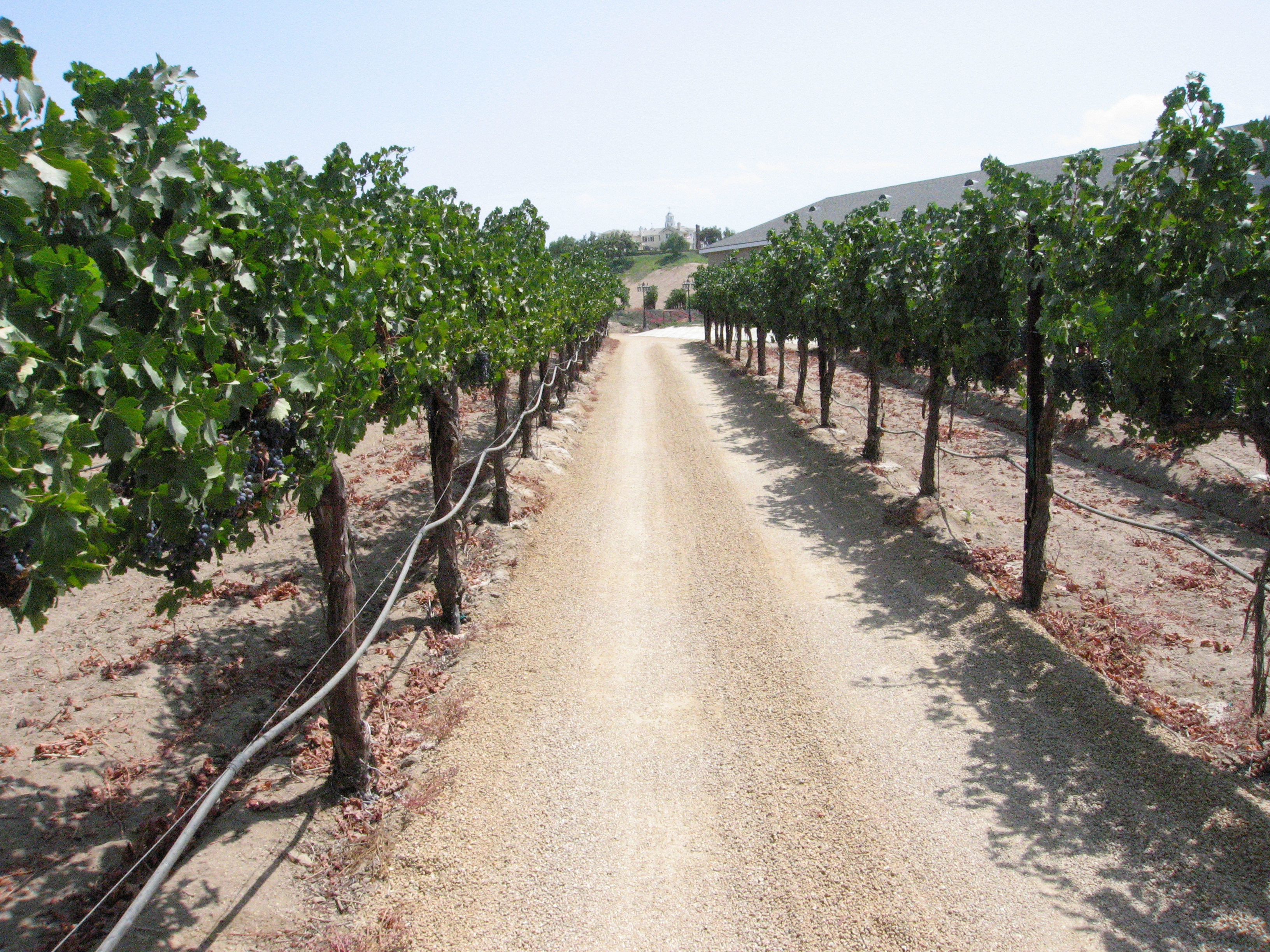
Виноградники
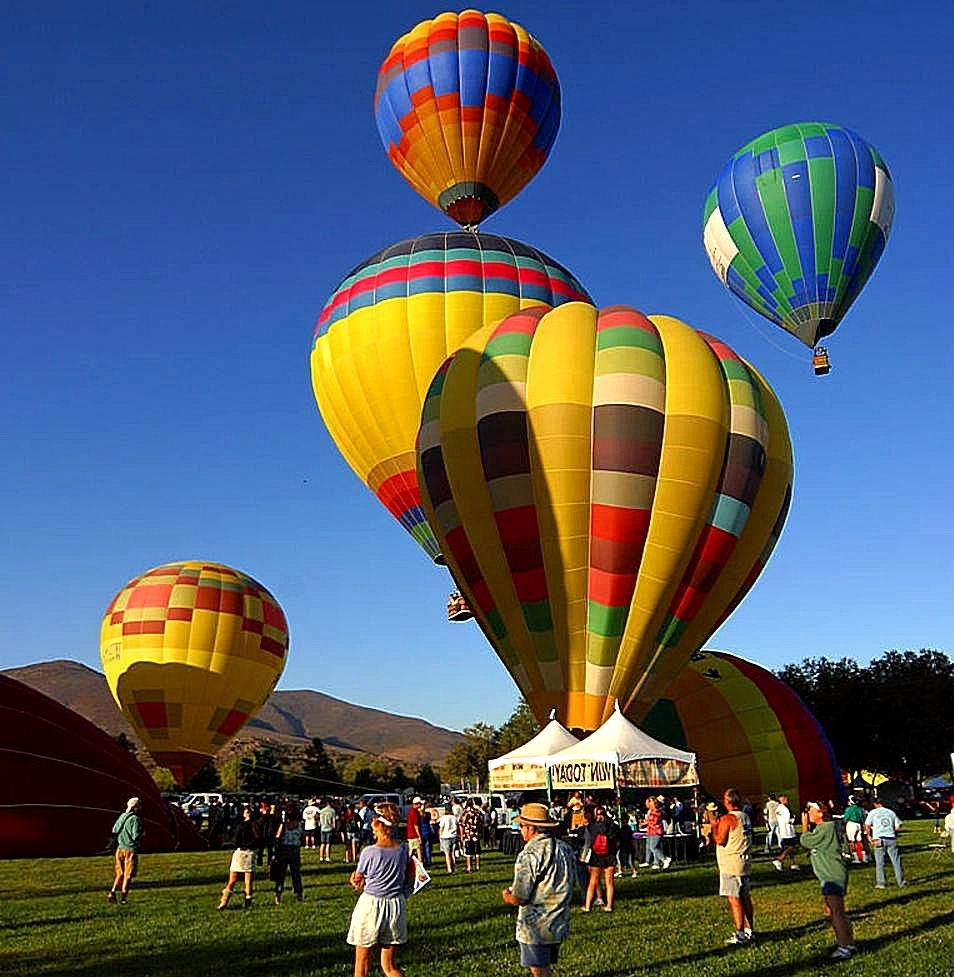
Фестиваль воздушных шаров и вина
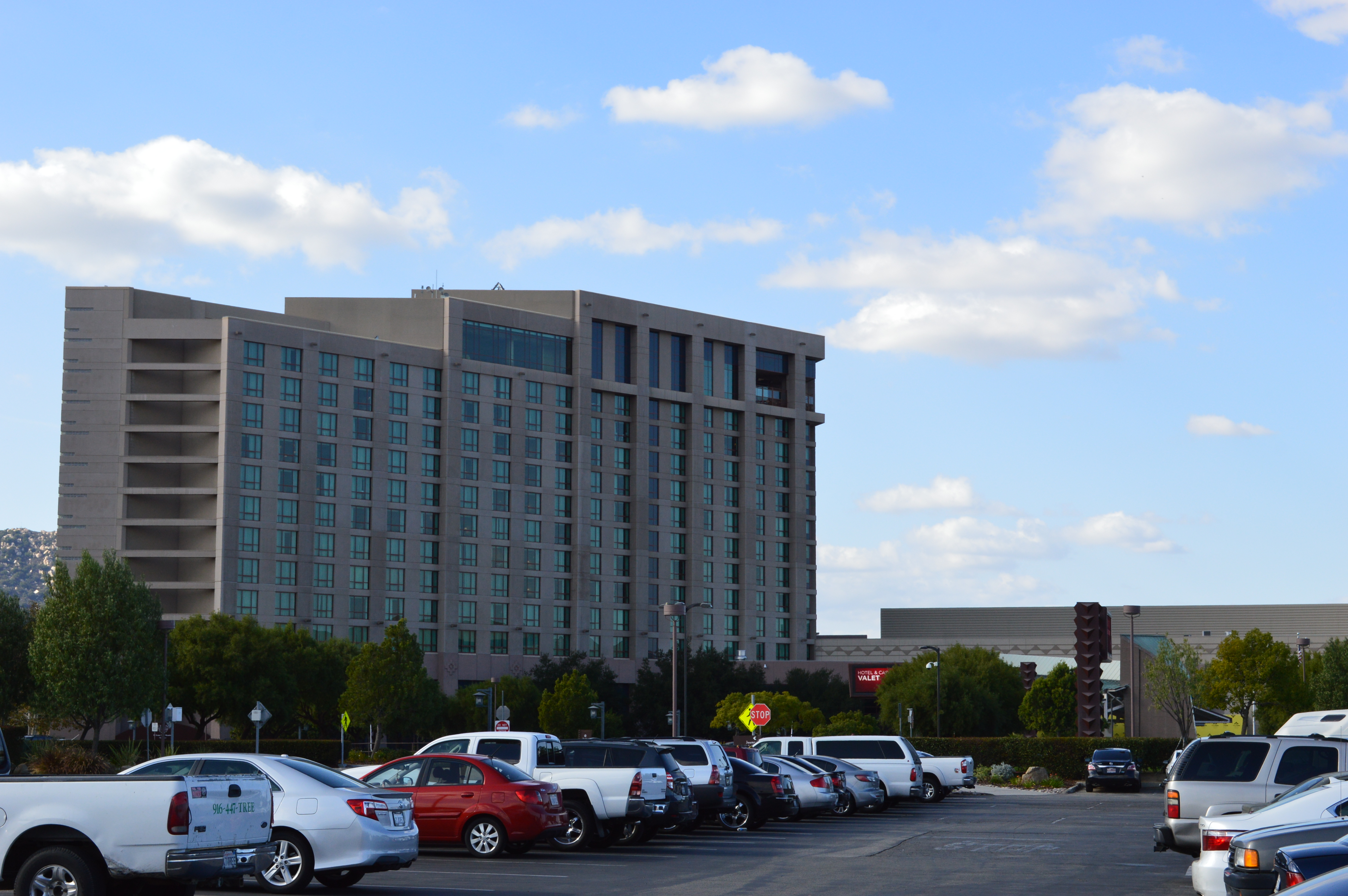
Казино «Печанга»
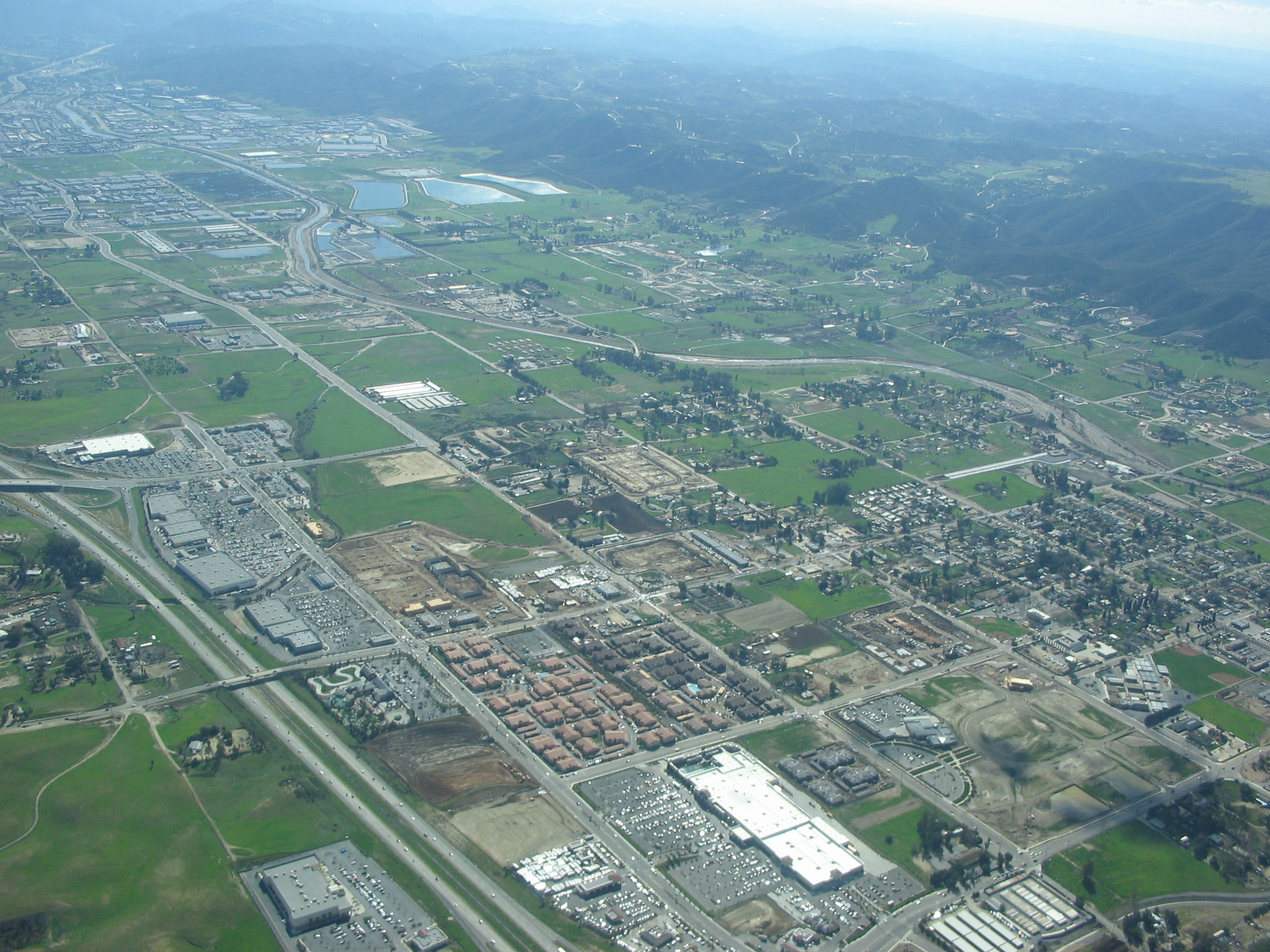
Вид на города Темекьюла и Марриета с самолёта

## В культуре
На экранах
- В Темекьюле были сняты финальные сцены (в винограднике) эпизода «Все блага мира»[англ.] (1994) сериала «Звёздный путь: Следующее поколение».
- В Темекьюле проходили основные съёмки фильма «Продавец» (2009)
- В 2013 году в Темекьюле проходили съёмки выпуска передачи «Эсепресс-ресторан» канала Food Network[англ.][34].

В литературе
- Повесть Хелен Хант Джексон[англ.] «Рамона»[англ.] (1884)[35].

## Демография
2010 год
По переписи 2010 года в Темекьюле проживали 100 097 человек: 49 002 мужского пола и 51 095 женского. 30,7 % населения были младше 18 лет и 7,8 % были старше 65 лет, средний возраст горожанина составил 33,4 года. На 100 лиц женского пола приходилось 95,9 мужского, причём на 100 совершеннолетних женщин приходилось уже 93,9 мужчин сопоставимого возраста. Расовый состав: белые — 70,8 %, негры и афроамериканцы — 4,1 %, коренные американцы — 1,1 %, азиаты — 9,8 %, уроженцы тихоокеанских островов — 0,4 %, прочие расы — 7,9 %, смешанные расы — 5,9 %, латиноамериканцы (любой расы) — 24,7 %.

В городе насчитывалось 25 826 семей и 31 781 домохозяйство, в 50,2 % из них проживали дети младше 18 лет. 64,5 % домохозяйств представляли собой разнополые пары, состоящие в браке и живущие совместно, 11,8 % — женщины — главы семьи без мужа, 5 % — мужчины — главы семьи без жены, 4,6 % — разнополые пары, живущие совместно гражданским браком и 0,6 % представляли собой однополые пары, живущие в браке либо гражданским браком. Средний размер домохозяйства составлял 3,15 человек, семьи — 3,46 человек.
2013 год
По оценкам 2013 года в Темекьюле проживали 106 780 человек: 48,2 % мужского пола и 51,8 % женского. Средний возраст горожанина составил 32,9 лет, при среднем показателе по штату 35 лет. Средний доход домохозяйства в 2009—2013 годах составил 78 356 долларов в год, 8,5 % горожан жили за чертой бедности.
2014 год
О происхождении своих предков жители города сообщили следующее: немцы — 11,1 %, ирландцы — 8,9 %, англичане — 7 %, итальянцы — 3,4 %, поляки — 2,6 %, французы — 2,1 %. Опрос жителей старше 15 лет показал, что 33,9 % горожан не состоят в браке и никогда в нём не были, 53,9 % состоят в браке и живут совместно, 1,6 % состоят в браке, но живут раздельно, 2,9 % вдовствуют и 7,6 % находятся в разводе.

14,8 % населения были рождены вне США, при среднем показателе по штату 27,1 %.

По данным на июнь 2014 года безработица в городе составила 5,7 %, при среднем показателе по штату 7,3 %.